# Ford Landau (Australien)
Der Ford Landau war ein PKW, den Ford Australia von 1973 bis 1976 baute.
Der Wagen wurde im August 1973 vorgestellt und basierte auf dem XB Falcon, besaß aber die Front und die Luxusausstattung der Pullman-Limousine P5 LTD, eine weitere australische Konstruktion, die gleichzeitig mit dem Landau vorgestellt wurde. Den Landau gab es nur als 2-türiges Hardtop-Coupé; er hatte den gleichen Radstand von 2819 mm wie der Falcon. Angetrieben wurde der Wagen von einer australischen, niedrig verdichteten Version des Ford-Cleveland-V8-Motors mit 5752 cm³ Hubraum, der eine Leistung von 290 bhp (214 kW) bei 5000 min−1 lieferte. Das dreistufige Automatikgetriebe war eine T-Bar SelectShift Cruisomatic, die auch von Hand geschaltet werden konnte. Es gab vier Scheibenbremsen, womit der Landau und sein Schwestermodell LTD die ersten australischen Autos mit diesem Ausstattungsdetail waren.
Wegen seiner kompletten Serienausstattung gab es nur zwei Sonderausstattungen für den Landau: Einen Kassettenradio und eine komplette Lederinnenausstattung. Somit und wegen seiner leistungsorientierten Mechanik hatte der Landau keinen wirklichen Konkurrenten auf dem australischen Markt. Es gab zwar Pläne, den P5 Landau mit der Front des neuen P6 LTD zu versehen, die auch zur Designstudie eines P6 Landau führten; dieser aber ging nie in Serienproduktion. Als der Landau mit der Vorstellung des neuen LTD 1976 eingestellt wurde, waren 1385 Exemplare entstanden.